# Barilla
Barilla är ett livsmedelsföretag med huvudkontor i Parma i Italien. Barilla, som grundades 1877 i Italien, tillverkar pasta och pastasåser samt nudlar, bröd och snacks. Barillakoncernen äger ett flertal andra tillverkare och varumärken, bland annat ingår Wasabröd AB i Barilla.

## Historia

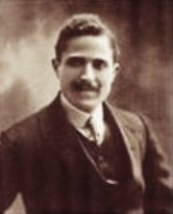
Pietro Barilla Senior

Barilla grundades i Ponte Taro utanför Parma av Pietro Barilla och är fortsatt i familjen Barillas ägo. I början av 1900-talet industrialiserades verksamheten och sönerna Riccardo och Gualterio Barilla tog över ledningen. Bolaget växte under mellankrigstiden innan efterkrigstidens ekonomiska under i Italien banade vägen för en internationellt verksam koncern.
Från 1950-talet var Pietro Barilla (1913–1993) chef för bolaget och valde att lämna brödtillverkningen för att fokusera på pasta. Bolaget växte kraftigt under hans ledning och byggde bland annat världens största pastafabrik i Pedrignano som startades 1969. I Sverige importerades Barilla under många år av Fernando di Luca innan Barilla bildade ett eget svenskt dotterbolag, Barilla Sverige AB. Barilla utvecklades till en av världens största tillverkare av pasta med bland annat 25 procent av den amerikanska marknaden.
Barilla köptes upp av det amerikanska kemibolaget W. R. Grace and Company 1971 men familjen Barilla köpte tillbaka bolaget 1979. 2002–2009 ägde Barilla den tyska bagerikedjan Kamps. Bolaget leds sedan 1993 av Pietro Barillas söner Guido, Luca och Paolo Barilla. Bolaget har produktion i bland annat Italien, Tyskland, Ryssland, Turkiet och Sverige. Pastasortimentet innefattar över 120 olika varianter.

### Varumärken
- Barilla
- Wasa
- Filiz
- Gelit
- Misko
- Mulino Bianco
- Pavesi
- Vesta/Yemina Vesta